# La creazione del violino

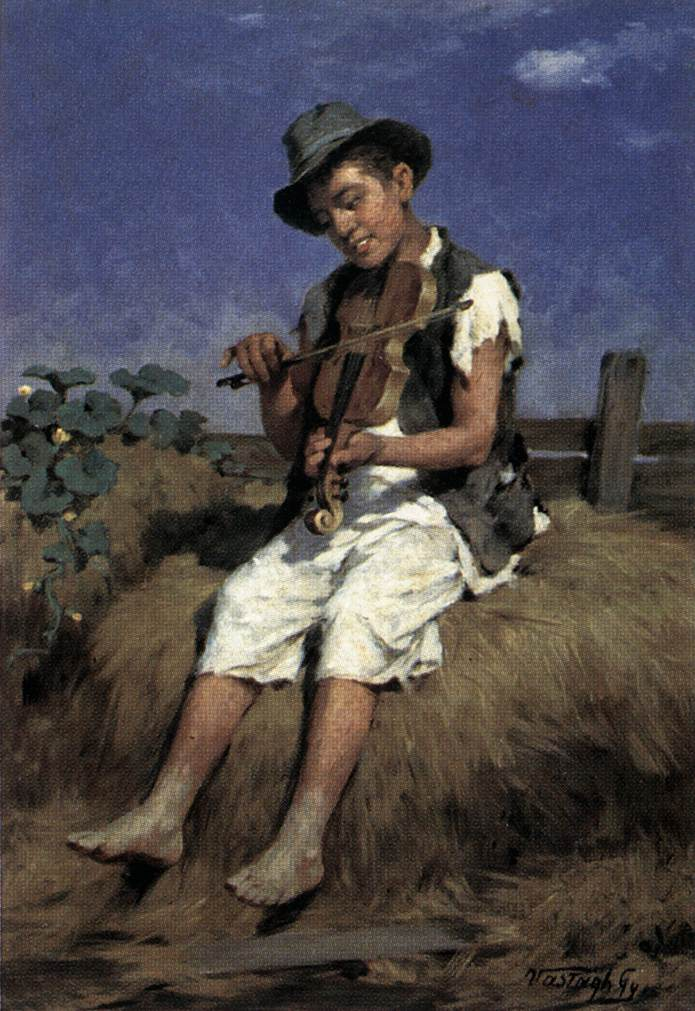
Hegedűs Cigány Fiú (Ragazzo zingaro con violino), di György Vastagh.

La creazione del violino è una fiaba Rom della Transilvania. È stata trascritta per la prima volta da Heinrich von Wlislocki nel 1890 e inclusa nel suo libro in tedesco, About the Traveling Gypsy People: Scenes of the Life of the Transylvanian Gypsies.

## Storia
Una povera coppia desidera invano di avere un figlio e la moglie si lamenta della sua sofferenza con una donna anziana che incontra in una foresta. La strega la rimanda a casa con le istruzioni: «Vai a casa e apri una zucca, versaci dentro il latte e bevi. Darai quindi alla luce un ragazzo che sarà felice e ricco!». Sebbene la moglie segua il suo consiglio e dia alla luce un bellissimo bambino, si ammala e muore poco dopo.
Quando il ragazzo ha vent'anni, viaggia per il mondo in cerca di fortuna. Arriva in una grande città, dove governa un ricco re. Il re ha una figlia meravigliosa, che darà in matrimonio a un uomo che può fare qualcosa che nessuno al mondo ha mai fatto prima.
Molti uomini tentano la fortuna e falliscono, pagando i loro fallimenti con le loro vite. Quando l'ingenuo ragazzo chiede al re cosa dovrebbe fare, viene gettato in una prigione buia. Matuya, la regina delle fate, gli appare in una luce brillante e gli dà una scatola e una verga; gli dice che deve strappargli alcuni capelli dalla testa e infilarli sopra la scatola e l'asta. Quindi deve piegare i capelli della scatola con i capelli dell'asta, suonando il violino per rendere le persone felici o tristi mentre Matuya ride e piange nello strumento. Il ragazzo dimostra la sua abilità artistica al re, che è felicissimo e gli dà la sua bellissima figlia in moglie. La storia termina con «Ecco come il violino è venuto al mondo».

## Origine, confronto e distribuzione
Il racconto ha origini folcloristiche e contenuto magico; comune nelle fiabe, la vecchia strega e la buona fata possiedono entrambi poteri magici. La buona fata, Matuya, è basata su racconti magici della tradizione indù (comune nelle storie rom). Matuya appare nella mitologia dei Rom della Transilvania, Ungherese, Polacca, Russa e Serba come regina delle Urmen. Queste fate, in genere belle donne che vivono nei palazzi di montagna, amano cantare e ballare e simboleggiano la musica.
Una delle fiabe rom più conosciute, La creazione del violino fa parte di diverse collezioni (comprese le raccolte non rom). Occasionalmente viene letto davanti a un pubblico, trasmesso come un gioco radiofonico o fiabesco per bambini e usato nelle scuole.
Un racconto vicino a questa versione del racconto popolare dello scrittore polacco Jerzy Ficowski intitolato Zaczarowana skrzynka (in inglese: "The Magic Box") è incluso nella sua collezione Gałązka z drzewa słońca (1961). La traduzione inglese è apparsa nell'antologia Sister of The Birds and Other Gypsy Tales (1976). In questa versione polacca, lo spirito amico è uno spirito di faggio chiamato Matuja, che prescrive anche il latte bevuto dalla cavità di una zucca per curare l'infertilità, e il ragazzo allora nato si chiama "Bachtalo".
Un'altra storia rom con lo stesso nome (pubblicata anche da Wlislocki) è meno conosciuta, probabilmente perché confonde e manca di un lieto fine. Una giovane donna contatta il diavolo perché ammira un ricco cacciatore che la ignora. Sacrifica la sua famiglia affinché il violino del diavolo attiri il cacciatore; suo padre diventa il suo corpo, i suoi quattro fratelli diventano le corde e sua madre diventa l'arco. Alla fine, la giovane donna viene portata via dal diavolo quando rifiuta di adorarlo; il violino rimane nella foresta fino a quando non viene trovato e preso da uno zingaro in viaggio. In entrambi i racconti, il violinista fa ridere e piangere il suo pubblico.
Le fiabe della creazione sono tipiche della mitologia e questa è una delle poche fiabe che descrivono la creazione di uno strumento musicale. Altri sono la fiaba ungherese, "Il violino" e la storia del mongolo morin khuur. Entrambi differiscono in modo significativo dal racconto della Transilvania. Nella mitologia greca, la creazione del flauto di pan di Pan e Syrinx è un esempio ben noto.

## Interpretazione
Rosemarie Tüpker ha interpretato la fiaba in un'analisi ermeneutica del pubblico moderno. Oltre a richiedere riflessioni sull'intera storia, Tüpker ha cercato commenti su argomenti specifici: povertà e mancanza di figli, un re ricco con una figlia meravigliosa e il successo senza precedenti.
Il racconto esplora la polarità tra due mondi, caratterizzati da povertà e ricchezza. Il ricco re possiede sua figlia come un oggetto e vuole regalarla come premio, senza considerare i suoi sentimenti. La storia parla di avarizia, successo e fallimento e di prendere decisioni, esemplificate dalla concorrenza. Solo la vecchia strega e Matuya, la fata, possono aiutare a raggiungere ciò che altrimenti sarebbe impossibile.
L'altro mondo è simboleggiato dal violino, qui utilizzato come prototipo per tutta la musica. Questo è un mondo di emozione e l'evocazione dell'emozione negli altri. La dimostrazione di qualcosa senza precedenti combina percezioni visive e auditive.
La creazione del violino può anche essere interpretato come una combinazione di maschio e femmina in un mondo senza desiderio. Dal punto di vista psicoanalitico, implica generatività e triangolazione. Dal maschio e dalla femmina viene prodotto un terzo oggetto: la musica, che evoca gioia o dolore. Il potere di un musicista (che evoca sentimenti) è molto diverso dal potere di un re, che governa con la forza.
È stato notato che né il figlio della povera donna né la figlia del re provenivano da famiglie intatte. Il padre del bambino non viene menzionato come padre e la madre della figlia del re non viene menzionata affatto.
Il violino esprime la dualità di risate e lacrime, gioia e dolore, amore e morte. Il violino è stato visto come uno strumento molto emotivo. Tuttavia, in realtà, contrariamente alla fiaba, ci vogliono anni di pratica per esprimere l'emozione con lo strumento ed evocare l'emozione negli ascoltatori.